# Spider Riders
Spider Riders (スパイダーライダーズ?, Supaidar Raidarzu) è un anime fantasy di produzione nippo-canadese, tratto dalla omonima serie di romanzi scritta dal trio Tedd Anasti, Patsy Cameron-Anasti e Stephen D. Sullivan (libri 2 e 3). I romanzi sono stati pubblicati per la prima volta nel dicembre 2004 dalla statunitense Newmarket Press per un totale di 3 libri, rispettivamente intitolati Shards of the Oracle, Quest of the Earthen e Reign of the Soul Eater. I romanzi sono stati adattati in una serie animata prodotta da Bee Train e Cookie Jar Entertainment. È stata inoltre la prima serie di quest'ultima azienda ad essere posta nell'allora nuovo marchio di azione e avventura Coliseum. La serie animata è divisa in due stagioni (Oracle no yusha-tachi e Yomigaeru taiyo) prodotte rispettivamente nel 2006 e nel 2007 e trasmesse dalle reti giapponesi TV Tokyo e Kids Station, per un totale di 52 episodi da 24 minuti circa. Kōichi Mashimo ha co-diretto lo staff di Bee Train assieme a Takaaki Ishiyama. Lo sceneggiatore Yōsuke Kuroda si è invece occupato di adattare i romanzi. La serie è stata trasmessa dal 25 marzo 2006 al 29 aprile 2007 in Canada su Teletoon. Robert Pincombe e Shelly Hoffman hanno scritto il copione della versione canadese.
In Italia l'anime è stato trasmesso su Italia 1 in prima visione ed in replica su Hiro come un'unica stagione, sia con gli episodi divisi in due metà da 11 minuti, sia nella forma intera da 22. Gli episodi sono stati poi raccolti in 26 DVD pubblicati dalla Hobby & Work.

## Trama
La storia narra le vicende di un ragazzo, Hunter Steel che un giorno si avventura all'interno di una piramide per cercare il famoso Mondo Interno di cui aveva tanto sentito parlare dal nonno. Pronunciando poi le due parole magiche "Arachna Power" all'interno della struttura, il nostro eroe riceve in dono un bracciale (che gli si attacca da solo sul braccio) e riesce ad aprire una porta misteriosa che lo risucchia e lo spedisce così nel Mondo Interno. Li incontra subito Shadow, un ragno gigante che lo attacca perché convinto che il ragazzo abbia volutamente rubato quel bracciale a qualcuno. 
Subito dopo viene attaccato dagli Invectid, giganteschi insetti che vogliono conquistare il Mondo Interno, ma viene salvato da una ragazza che si chiama Corona, anche lei Spider Rider. La ragazza vede al polso di Hunter il bracciale e gli spiega che con quel bracciale ora è anche lui uno dei Spider Rider. Il ragazzo, capendo finalmente la situazione, usa lo strumento per trasformarsi e combattere contro gli Invectid per riportare la pace nel Mondo Interno. Hunter viene portato da Corona e Venus, la sua Spider, ad Arachna, la città degli Spider Rider. 
Qui, Hunter e Shadow vengono messi alla prova da Igneo e dal suo Spider Flame sotto incarico del principe Lumen, il capo degli Spider Rider e signore di Arachna. Superata la prova Hunter continua insieme ai suoi compagni a combattere gli Invectid del terribile Lord Mantide, una specie di umano e metà insetto dalla pelle verde con poteri magici.
Mano a mano che le sfide proseguono, Lord Mantide scaglia contro Hunter nemici sempre più temibili, tra i quali spiccano Buguese, Grasshopp, Beerain e Stags, ma anche nuovi amici e nuovi poteri accorrono in aiuto del giovane Spider Rider.
Dopo essersi assicurati la sicurezza di Arachna, gli Spider Rider attaccano il regno degli Invectid, ma l'arrivo a destinazione fa capire al gruppo che gli Invectid, nonostante tutto ciò che hanno fatto fino ad allora, non desiderano altro che salvare il loro mondo, dove non sorge più il sole. Gli umani infatti erano convinti che fosse stato l'Oracolo a punire gli Invectid, togliendogli anni addietro la possibilità di vedere il sole sorgere sulla loro terra, ma in realtà la persona dietro a tutto questo altri non era che lo stesso Lord Mantide: costui infatti, un tempo era un umano proveniente dalla superficie, come Hunter e suo nonno, e per anni combatté in nome dell'Oracolo, ma quando la sua amata Lorainne morì, diventò malvagio, prese il controllo degli Invectid e ora intende vendicarsi distruggendo il resto del mondo. Utilizzando il potere delle chiavi dell'Oracolo, Mantide toglie la luce al Sole di tutto il Mondo Interno e si prepara da lì a distruggere anche l'Oracolo.
Ma Hunter, con l'aiuto dell'Oracolo, gli Invectid e tutti gli altri Spider Rider, fronteggia Mantide, ma dopo averlo sconfitto lo risparmia e lascia che l'Oracolo gli dia la pace che gli era stata negata.
Con la sconfitta di Lord Mantide il Mondo Interno è salvo: Sole ritorna sia ad Arachna che nella terra degli Invectid e così la guerra è finita. 
Hunter, Corona, Igneo, Lumel, Sparkle, Aqune, Magma e Quake hanno salvato il Mondo Interno e tutti i suoi abitanti. 

## Personaggi

### Spider Rider

I protagonisti della serie. In primo piano da sinistra: Hotarla, il principe Lumen, Hunter, Corona ed Igneo. In secondo piano da destra: Quake, Aqune, Magma e la principessa Sparkle

Hunter Steel (ハンター・スティール?, Hantā Sutīru, Hunter Steele nell'edizione giapponese e in quella internazionale)
Doppiato da: Motoko Kumai (ed. giapponese), George Castiglia (ed. italiana)
Il protagonista, Hunter, è un ragazzino testardo, orgoglioso e temerario. Cade nel Mondo Interno e diventa Spider Rider, subito dopo aver incontrato il suo compagno, lo Spider da combattimento Shadow. Con lui discute spesso, soprattutto a causa della testardaggine che lo contraddistingue; anche Shadow ci mette del suo, convinto com'è di poter lavorare senza l'aiuto di nessuno. Del destino di Hunter si sa ben poco, potrebbe rappresentare sia la salvezza che la distruzione del regno di Arachna. Con Corona la simpatia è immediata ma è troppo timido per poterlo riconoscere. Il suo motto è: “Non arrendersi mai”, esattamente come quello del grande Quake e infatti non si tira mai indietro, nemmeno davanti a quelle che sembrano imprese disperate. Col passare del tempo prenderà una piccola cotta per Corona anche se questo non si noterà più di tanto.
Corona (コロナ?, Korona)
Doppiata da: Saeko Chiba (ed. giapponese), Marcella Silvestri (ed. italiana)
È una delle due discepoli dell'Oracolo, una ragazza di 14 anni, a volte timida che va molto d'accordo col suo Spider. Molto presto scoprirà che Aqune è sua sorella, la seconda discepola dell'Oracolo. Ha una cotta per Hunter anche se non sembra. Ogni volta che sta per succedere qualcosa lei se lo sente. Il suo Spider è Venus.
Igneo (イグナス?, Igunasu, Ignus nell'edizione giapponese)
Doppiato da: Takehito Koyasu (ed. giapponese), Gianluca Iacono (ed. italiana)
Ha 18 anni ed è il leader degli Spider Rider di Arachna. Il suo Spider è Flame.
Principe Lumen (ルメン王子?, Rumen ōji)
Doppiato da: Kumiko Higa (ed. giapponese), Renato Novara (ed. italiana)
Ha 13 anni ed è il principe reggente di Arachna e comandante in capo degli Spider Rider. Il suo Spider è Ebony.
Principessa Sparkle (スパークル姫?, Supākuru hime)
Doppiata da: Kaori Shimizu (ed. giapponese), Federica Valenti (ed. italiana)
Ha 8 anni ed è la sorella minore del principe Lumen e principessa di Arachna. Il suo Spider è Hotarla.
Magma (マグマ?, Maguma)
Doppiato da: Kinya Kotani (ed. giapponese), Lorenzo Scattorin (ed. italiana)
Magma è uno Spider Rider errante, alla costante ricerca di Portia, lo Spider di Aqune, sorella del suo Spider Brutus.
Aqune (アクーネ?, Akūne)
Doppiata da: Sanae Kobayashi (ed. giapponese), Emanuela Pacotto (ed. italiana)
È la seconda discepola dell'Oracolo e ha 14 anni; è una ragazza introversa, seria, matura e calma. anche se non se ne rende conto a causa della maschera che le ha messo Lord Mantide non riesce più a ricordare la sua vera identità. Prova una certa simpatia per Hunter, tanto da salvarlo nella decima puntata da una brutta caduta; è un'ottima cuoca e al contrario di Corona combatte dalla parte degli Invectid per scelta sua anche se non sembra. Il suo Spider è Portia, sorella dello Spider di Magma che si chiama Brutus.
Quake (ブレイド?, Bureido, Brade nell'edizione giapponese)
Doppiato da: Chikao Ōtsuka (ed. giapponese), Riccardo Rovatti, Ruggero Andreozzi (da ragazzo) (ed. italiana)
Leggendario eroe di Arachna. Il suo Spider è Dagger.

### Spider da combattimento
Shadow (シャドウ?, Shadō)
Doppiato da: Takashi Kondō (ed. giapponese), Marco Balzarotti (ed. italiana)
Lo Spider di Hunter, che inizialmente non ritiene degno il ragazzo di essere il suo Rider ma con il tempo cambierà idea nei suoi confronti e svilupperà un ottimo legame. Un guerriero orgoglioso che inizialmente pensa di non aver bisogno di un Rider ed è anche molto testardo e non ammette quando ha torto; funge da figura di fratello maggiore per Hunter. Odia le grandi folle e si dice che sia dotato di una forza leggendaria. Si lamenta della maggior parte delle cose che fa Hunter, anche se i due formano un'ottima squadra. Quando usa una chiave dell'Oracolo, le sue due zampe anteriori diventano più robuste e il suo addome diventa più corazzato. Quando usa 2 chiavi dell'Oracolo invece le sue due zampe anteriori diventano anormalmente più lunghe e dritte. Quando ne usa 3 o 4 emergono anche due mani e crescono due gambe. Shadow è un discendente diretto del Signore Ancestrale degli Spider. Inoltre si prende cura di Venus, la sua migliore amica.
Venus (ビーナス?, Bīnasu)
Doppiata da: Sanae Kobayashi (ed. giapponese)
Lo Spider di Corona. È pacata e gentile e non ha mai paura di gettarsi nella mischia durante le battaglie. È la migliore amica di Shadow.
Flame (フレイム?, Fureimu)
Lo Spider taciturno di Igneo. Ha la capacità di sparare ragnatele di fuoco.
Ebony (エボニー?, Ebonī)
Doppiato da: Kenta Miyake (ed. giapponese)
Lo Spider di Lumen. Si dice che sia molto potente e distruttivo e ciò porta spesso Lumen ad evitare di richiamarlo per paura di ferire accidentalmente qualcuno. Dopo la sua prima apparizione non parla più per molto tempo fino a quando non cercherà di convincere Lumen a portare sua sorella attraverso il labirinto per arrivare al castello di Lord Mantide.
Hotarla (ホターラ?, Hotāra)
Doppiata da: Yū Asakawa (ed. giapponese)
Lo Spider di Sparkle. A differenza degli altri Spider non è ancora pronta per affrontare le battaglie e ha grandi occhi distintivi. Preferisce non correre grandi rischi e pericoli di vario genere.
Brutus (ブルータス?, Burūtasu)
Doppiato da: Shigeru Chiba (ed. giapponese)
Lo Spider di Magma. Ha una forza tremenda e sta cercando sua sorella Portia.
Portia (ポーシャ?, Pōsha)
Doppiata da: Kumiko Higa (ed. giapponese)
Lo Spider di Aqune. È la sorella scomparsa di Brutus. Come Aqune, Portia indossa una maschera sul volto che la controlla. È nota per il caratteristico colore viola.
Dagger (ダガー?, Dagā)
Lo Spider di Quake. Si dice che sia un leggendario Spider da battaglia e che sia il più forte di tutti.

### Altri personaggi
Oracolo (オラクル?, Orakuru, Oracle nell'edizione giapponese e in quella internazionale)
Doppiata da: Saeko Chiba (ed. giapponese)
Una sorta di divinità del Mondo Interno. Ha le sembianze di una donna, vestita con una tunica sulla cui schiena sono attaccate delle appendici che ricordano le zampe di un ragno. Ha creato il sole che illumina il Mondo Interno.
Lord Mantide (マンティッド?, Mantiddo, Mantid nell'edizione giapponese e Lord Mantid in quella internazionale)
Doppiato da: Hiroshi Yanaka (ed. giapponese), Pietro Ubaldi (ed. italiana)
Il signore degli Invectid. Essere che unisce caratteristiche umanoide e insettoidi, di colore verdastro, sempre coperto completamente da un mantello (eccetto la testa). Il suo scopo è conquistare il potere dell'Oracolo, ma mentre ai suoi sottoposti dichiara di volerlo usare per illuminare il loro territorio, lasciato tetro dall'Oracolo, cosa in realtà dovuta proprio alla minaccia che lui rappresenta per l'Oracolo e non solo, sfrutta gli Invectid per conquistare il potere solo per sé e usarlo nella sua arca con cui evadere dal Mondo Interno e raggiungere quello esterno per conquistarlo tramite i suoi immensi poteri. Riuscirà a ottenere il potere dell'Oracolo prosciugando le 4 chiavi dell'Oracolo e otterrà enormi poteri risvegliando la sua arca e ingaggerà una furiosa battaglia con gli Spider Rider che cercheranno di fermarlo durante la battaglia rivela che in passato era un umano e uno Spider Rider ma durante una battaglia perse la donna che amava e diede la colpa all'Oracolo dell'accaduto la vendetta e la sete di potere lo corruppero fino a farlo diventare ciò che è adesso. Verrà sconfitto e redento da Hunter, che gli ricorderà i bei momenti che aveva vissuto con la sua innamorata. L'Oracolo infine lo porta nell'Aldilà dove tornato umano si riunisce con la sua amata, trovando la pace con se stesso come se si fosse risvegliato da un lungo incubo.
Buguese (バグース?, Bagūsu)
Doppiato da: Toshihiko Seki (ed. giapponese), Giorgio Bonino (ed. italiana)
Il braccio destro di Lord Mantide, è un Invectid umanoide mascherato con molti piani in serbo per sconfiggere gli Spider Rider. È il leader dei piani alti dell'esercito. Disprezza l'Oracolo poiché è amareggiato per il fatto che abbia portato via il sole agli Invectid ed è ansioso di fargliela pagare per quelli che pensa siano i suoi peccati. Buguese afferma di non preoccuparsi dei suoi compagni ma ha mostrato rispetto per Stags e preoccupazione sia per Aqune, di cui è mentore, sia per Beerain. Odia personalmente Hunter Steel per le numerose sconfitte subite. Brandisce una lunga spada dalla lama cremisi come arma. Buguese è rimasto un fedele servitore di Mantide, ma nel tempo ha cominciato a perdere la fede nei suoi confronti. Ha in programma di distruggere gli Spider Rider e cospira per prendere il controllo della nazione degli Invectid sottraendola al comando di Mantide. Lord Mantide gli assegna una macchina chiamata Opale Oscuro e gli dice di eliminare gli Spider Rider con essa. Tuttavia, mentre li combatteva, questa assorbì il potere delle chiavi dell'Oracolo di Hunter, impedendo a Buguese di tradire Lord Mantide. Rimuove la maschera di Aqune, che è stata dotata di parte del potere dell'Oracolo da Lord Mantide e ha commentato che nel corso degli anni la ragazza era diventata una persona preziosa per lui. Buguese prende il potere rimanente delle chiavi dell'Oracolo che Mantide ha messo nella maschera di Aqune e lo usa per far rivivere l'Opale Oscuro e va a combattere lo stesso Mantide. L'Opale Oscuro si schianta contro il castello di Mantide, provocando un'esplosione. Mantide gli salva comunque la vita perché voleva sfruttarlo come strumento di vendetta. In seguito viene quasi ucciso da Mantide quando uno dei suoi attacchi rischia di farlo cadere da un precipizio ma viene salvato da Beerain e Stags.
Grasshop (グラスホップ?, Gurasuhoppu)
Doppiato da: Shigeru Chiba (ed. giapponese), Diego Sabre (ed. italiana)
È un Invectid di tipo cavalletta che sfrutta molti dispositivi tecnologici per sconfiggere i nemici. Non ha mai combattuto di persona gli Spider Rider e ha preferito lasciare tale compito ai suoi subordinati. Grasshop ha avuto scarso successo contro gli Spider Rider ed è visto con disprezzo e delusione dagli altri membri degli Invectid nonché da sua moglie Weeval e dai suoi figli. Dopo l'incidente nell'episodio Il mondo delle tenebre, viene bandito dallo stato di Invectid e costretto a vagare per il Mondo Interno, giurando di sconfiggere gli Spider Rider. In seguito riesce a fuggire dalla prigionia grazie all'intervento degli stessi Spider Rider e in particolar modo di Sparkle e viene considerato un traditore del suo popolo. Sparkle lo chiama zio Hop. In un'occasione ha dato una mano agli eroi rimuovendo il dispositivo di rigenerazione di un loro nemico e ha consentito ad Hunter di sconfiggerlo. Secondo la moglie Weeval la sua promozione nei ranghi superiori dell'esercito degli Invectid è stata un errore poiché Grasshop è un tipo pacifico e ama i bambini, cosa che dimostra dato che è riluttante a combattere contro gli Spider Rider e va d'accordo con Sparkle. Nell'episodio Bentornata!, Grasshop cerca di far ragionare Lord Mantide dicendo che dopo aver trascorso del tempo con gli umani si è reso conto che non sono avidi e meschini come credevano. Gli dice anche che può fargli quello che vuole pur di risparmiare gli Spider Rider. Lord Mantide colpisce ripetutamente Grasshop fino a quando non interviene Buguese che gli chiede di mantenere la promessa che gli aveva fatto. Mantide lascia andare Grasshop e Sparkle si precipitata in suo soccorso e si scopre che Grasshop è illeso ed è solo spaventato. Nonostante sia un Invectid di tipo cavalletta, afferma di avere paura delle altezze elevate, anche se questa affermazione sembra essere più uno stratagemma che una paura. In seguito porta gli Spider Rider nelle fogne e si riunisce con sua moglie e i suoi figli.
Beerain (ビーレイン?, Bīrein)
Doppiata da: Yū Asakawa (ed. giapponese)
Un Invectid femmina di tipo ape che brandisce una frusta. Comanda i Buzzray e ha un certo fascino. Quando combatte, Beerain non ha alcun riguardo per l'onore e pensa che vincere sia l'unica cosa che conti davvero. Nell'episodio Spie e bugie afferma che sta perdendo la fede per Lord Mantide ma ha ancora fiducia per Buguese e in un flashback di quando le stava affidando l'incarico, viene accentato che potrebbe provare dei sentimenti per lui. Nell'episodio L'amore di Lumen, Beerain si traveste da un'amica d'infanzia di quest'ultimo e anche dopo che Lumen ha scoperto la sua vera identità, decide comunque di darle volentieri la chiave dell'Oracolo. Dopo che Beerain se ne è andata ed è giunta la vera di Lumen, questi continua a riferirsi a Beerain come il suo "vero amore". Un tempo faceva parte dei piani alti dell'esercito degli Invectid ma è stata espulsa quando ha scoperto il segreto di Lord Mantide riguardo alle sue vere intenzioni su come utilizzare il potere dell'Oracolo. Quando fece ritorno alla fortezza degli Invectid, Beerain sentì per caso Mantide mentre affermava che aveva intenzione di tenere il potere dell'Oracolo tutto per sé e di non condividerlo con nessun altro. Riuscì a malapena a fuggire ma fu attaccata da Mantide e Aqune. Con le ali danneggiate, Beerain si è sentita inutile e per la prima volta nella serie ha pianto. Ha tentato di avvertire Buguese delle vere intenzioni di Mantide ma lui si è rifiutato di crederle dicendo che era ancora fedele al suo signore e che non poteva fidarsi assolutamente di una "traditrice". La principessa Sparkle la chiama zia Bee. In seguito Beerain salva Buguese proprio quando stava per cadere da un dirupo a seguito dell'attacco di Mantide. Il suo nome è un riferimento a Bee Train, ovvero lo studio d'animazione di Spider Riders.
Stags (スタッグス?, Sutaggusu)
Doppiato da: Kenta Miyake (ed. giapponese), Alessandro Maria D'Errico (ed. italiana)
Stags è un Invectid di tipo cervo volante corazzato ed è molto potente e molto fedele alla causa degli Invectid. Brandisce una zambato corta come arma. Stags è considerato da molti il più potente Invectid dei piani alti dell'esercito. Ha un forte senso dell'onore e non sopporta quando gli mancano di rispetto. In un'occasione Corona e Igneo lo hanno affrontano ma sono riusciti a malapena a fuggire. L'unico che è riuscito a fargli del male è stato Hunter, che ha rotto uno dei suoi corni. Durante il suo primo combattimento con quest'ultimo, Stags picchia Grasshop per aver interferito nel loro duello e per avergli quasi impedito di vedere le chiavi dell'Oracolo di Hunter in azione. Tempo dopo, Stags riceve l'ordine da Lord Mantide di trovare le due chiavi dell'Oracolo a Nuuma, ma entrambe gli sfuggono di mano e il controllo dell'invasione viene affidato a Buguese. In un'altra occasione sfida nuovamente Hunter e Shadow e dimostra di essere diventato molto più forte, dato che è stato in grado di tenergli testa nonostante i due avessero utilizzato ben due chiavi dell'Oracolo. Viene poi sconfitto da Hunter grazie a una terza chiave dell'Oracolo. Con il suo spirito guerriero spezzato, Stags si tuffa dal castello nel terreno sottostante ma non muore per la caduta. Quindi gettò via la spada e il mantello e se ne andò altrove. Quando Buguese fu scacciato dall'Opale Oscuro dopo che Lord Mantide lo attaccò, Stags gli diede dell'acqua da bere, facendo capire che non provava alcun astio nei suoi confronti quando ha preso il controllo delle sue truppe a Nuuma.

## Media

### Romanzi
I romanzi originali che hanno dato il via alle successive trasposizioni sono stati scritti dal trio Tedd Anasti, Patsy Cameron-Anasti e Stephen D. Sullivan (libri 2 e 3). La serie fantasy si compone di 3 volumi intitolati rispettivamente Shards of the Oracle, Quest of the Earthen e Reign of the Soul Eater, tutti editi dalla casa editrice statunitense Newmarket Press che li ha pubblicati da dicembre 2004 a settembre 2006. In origine erano previsti 5 volumi ma ne sono usciti solo 3.
| Nº | Titolo inglese | Data di prima pubblicazione       | Data di prima pubblicazione |
| Nº | Titolo inglese | Inglese                           |                             |
| 1  | Shards of the Oracle | dicembre 2004 ISBN 1-55704-652-2  |                             |
| 1  | Trama Un tredicenne di nome Hunter Steel insegue un ragno in una misteriosa caverna e finisce per cadere nel centro della Terra e giunge nel fantastico mondo sotterraneo di Arachna. Qui incontra una piccola banda di giovani guerrieri d'élite che lotta per sopravvivere e salvare Arachna dall'attacco di insetti mutanti giganteschi grazie all'aiuto dei propri colossali Spider da battaglia (dei ragni). Hunter arriva ad Arachna e scopre che una tavoletta contenente una pietra magica nota come Oracolo è stata rubata e fatta a pezzi, e ognuno dei suoi frammenti è stato nascosto dai nemici in un diverso luogo ostile. Hunter vuole aiutare i suoi coetanei ma prima deve imparare ad addestrare e fidarsi dello Spider che sarà il suo partner, Shadow. Così Hunter e gli altri combattono per recuperare l'Oracolo e ripristinare il suo potere. |                                   |                             |
| 2  | Quest of the Earthen | febbraio 2006 ISBN 1-55704-681-6  |                             |
| 2  | Trama Hunter giunge nel regno dei Turandot, una razza umana impegnata in una battaglia senza fine contro gli Invectid, degli insettoidi giganti. Assieme a Shadow, Hunter si è dimostrato degno di unirsi alla forza d'élite nota come Spider Rider. La loro missione prosegue e cercano di recuperare i frammenti rubati dell'Oracolo, fonte del potere e della protezione del loro mondo, quindi si recano fuori città, più precisamente su un altopiano. Tuttavia cinque dei frammenti sono in possesso di Mantide, un personaggio crudele e spietato nonché capo degli Invectid, che manda contro di loro due suoi preziosi alleati, Fungus Brain, dotato di poteri di telepatia superiori ai loro, e Aqune, una ex Spider Rider traditrice che ha creato il suo esercito personale di Mecha-Spider. Hunter intende penetrare nel cuore della possente fortezza di Mantide e dimostrare di essere un vero e proprio Rider.                                                       |                                   |                             |
| 3  | Reign of the Soul Eater | settembre 2006 ISBN 1-55704-728-6 |                             |
| 3  | Trama Mantide, il tiranno degli Invectid, viene sconfitto e torna la pace del Mondo Interno. I poteri dell'Oracolo, grande saggio protettore del popolo di Arachna, i Turandot, vengono ripristinati con successo. Tuttavia la pace dura poco in quanto un'antica forza del male dotata di poteri telepatici ancora più grandi di quelli dell'Oracolo, si sta risvegliando dal suo sonno secolare. Questi è Sklar, il mangiatore di anime, che è dotato di abilità che possono rendere un amico un nemico e ciò vale anche per gli Spider Rider. Sepolto nel sottosuolo, il suo potere è controllato da cinque gemme, ma riesce a fuggire dalla sua prigionia e si scatena in tutta Arachna con lo scopo di distruggere i Turandot. Tuttavia il sempre vigile Oracolo esorta gli Spider Rider all'azione e così Hunter, Corona, Igneo, Magma e la giovane principessa dei Turandot cavalcano i rispettivi Spider e si preparano ad uccidere il nemico, il quale però è un non morto. |                                   |                             |

### Anime
La serie è composta 52 episodi dipartiti in due differenti stagioni da 26 episodi l'una dal titolo Spider Riders -Oracle no yusha-tachi- (スパイダーライダーズ ~オラクルの勇者たち~?, Supaidā Raidāzu ~Orakuru no yūsha-tachi~, lett. "Spider Riders -Gli eroi dell'Oracolo-"), andata originariamente in onda in Giappone su TV Tokyo dal 5 aprile al 27 settembre 2006, e Spider Riders -Yomigaeru taiyo- (スパイダーライダーズ ～よみがえる太陽～?, Supaidā Raidāzu ~Yomigaeru taiyō~, lett. "Spider Riders -Sole risorto-"), trasmessa invece su Kids Station dal 14 aprile al 13 ottobre 2007. La prima stagione impiega come sigla d'apertura ALRIGHT di Japanese Geronimo & Love Guerrilla Experience mentre in chiusura Twilight Time (トワイライトタイム?, Towairaito Taimu) di MCU (ep. 1-13) e Koi no keshiki (恋の景色?) (ep. 14-26). La seconda stagione fa uso dei brani Brave Heart (ブレイヴハート?, Bureivu Hāto) di Saeko Chiba (apertura) e Toward a Dream di Sanae Kobayashi (chiusura). La versione giapponese è stata poi distribuita in Taiwan dove è andata in onda sul canale YOYO TV, ad Hong Kong è stata trasmessa su aTV e nelle Filippine su Hero.
La serie è stata trasmessa dal 25 marzo 2006 al 29 aprile 2007 in Canada su Teletoon. I primi tre episodi sono stati trasmessi insieme in uno speciale di 90 minuti il 25 marzo 2006 e solo nelle repliche sono stati mandati in onda nel loro formato consueto. In Nord America i diritti sono stati acquistati da Funimation e l'anime è stato trasmesso dal 20 gennaio 2007 nel contenitore Kids' WB di The CW. La versione canadese, che è stata successivamente distribuita in alcuni Paesi occidentali, ha riunito le due stagioni originali giapponesi in una unica da 52 episodi e vede la presenza di alcune modifiche e censure. Diverse scene sono state infatti tagliate oppure alterate, inoltre la colonna sonora è stata sostituita da un'altra completamente nuova composta da David Shaw. La sigla impiegata per tutti gli episodi è Calling All Spider Riders, scritta e composta da Grayson Matthews Audio (Elizabeth Taylor, David Borbara, Tom Westin e Jason Gleed) e cantata da Jason Gleed, Jason Dantes Balde "Clip" e Annelise Noronha. Il brano viene impiegato anche in chiusura, ma in formato ridotto, e nel corso degli episodi come insert song, quasi sempre quando i protagonisti si trasformano per combattere i nemici. L'edizione occidentale è stata inoltre distribuita in Francia su Télétoon+ e nel Regno Unito su Cartoon Network, Kix e CBBC.
In Italia la serie è stata trasmessa su Italia 1 dal 6 ottobre 2008 al 24 febbraio 2009 in un'unica stagione, sia con gli episodi divisi in due metà da 11 minuti, sia nella forma intera da 22. Successivamente è stata riproposta su Hiro a partire dal 25 luglio 2010 dove sono andati in onda solo nella forma intera. Il doppiaggio italiano è stato curato dalla Logos di Milano sotto la direzione di Pino Pirovano. L'adattamento dei dialoghi dell'edizione italiana sono stati effettuati da: Dominique Evoli, Anna Grisoni e Francesca Bielli. L'edizione italiana si basa sulla versione canadese e mantiene tutte le modifiche apportate in essa. La sigla italiana è intitolata Spider Riders, scritta da Graziella Caliandro, composta da Cristiano Macrì e cantata da Antonio Divincenzo. Nella versione italiana l'insert song Calling All Spider Riders viene impiegata solo in versione strumentale all'interno dei singoli episodi. Gli episodi sono stati poi raccolti in 26 DVD pubblicati dalla Hobby & Work a partire dal 2008.

### Manga
Il 31 maggio 2006 iniziò la serializzazione online sul sito web ani.tv di TV Tokyo un manga illustrato da Junji Ohno dello Studio 23 e basato sull'omonima serie animata. Il settimo e ultimo capitolo è stato pubblicato tra il 29 novembre e il 27 dicembre 2006, mentre quelli precedenti sono stati rimossi dal sito il 29 novembre. A partire dal 27 dicembre 2006, il manga è stato ripubblicato sul sito Monthly Fang Comic dove sono stati resi disponibili due ulteriori capitoli. Dal 19 giugno 2007 iniziò una nuova pubblicazione, questa volta cartacea, all'interno della rivista Monthly Shonen Fang pubblicata dall'editore LEED Publishing Co., Ltd. I capitoli online sono stati rimossi subito dopo. Il 19 luglio 2007 fu pubblicato il primo ed unico volume tankōbon contenente una parte dei capitoli usciti in precedenza. Nel settembre dello stesso anno venne sospesa bruscamente la storia e furono portati a termine solo i primi 10 capitoli.
Il web manga presenta un inizio alternativo, in cui Hunter Steel entra in un monumento a forma di ragno e trova un bracciale sopra una ragnatela. Hunter decide di indossare il bracciale quando gli vola in mano e finisce nel Mondo Interno attraverso uno spazio che si apre tra le corde della ragnatela. Giunto nel Mondo Interno, Hunter incontra Shadow dopo aver sbirciato Corona mentre si stava facendo il bagno e cerca di salvare un carro che trasporta degli umani rinchiusi in gabbia. Sono inoltre presenti delle scene a tema panchira. Ogni capitolo del manga si conclude con una sezione denominata Sparkling Sparkle, che segue le avventure della principessa Sparkle e di Hortala in un 4-koma.
Nella versione di Monthly Shonen Fang alcune scene sono state modificate; ad esempio Corona è nuda anziché in intimo quando Hunter la incontra per la prima volta nel capitolo 1. Viene inoltre aggiunta un'illustrazione all'inizio di ogni capitolo e i segmenti Sparkling Sparkle sono stati rimossi.
| Nº | Data di prima pubblicazione | Data di prima pubblicazione | Data di prima pubblicazione |
| Nº | Giapponese                  | Giapponese                  |                             |
| -- | --------------------------- | --------------------------- | --------------------------- |
| 1  | 19 luglio 2007              | ISBN 978-4-8458-3636-9      |                             |

### Anime comic

Copertina del primo volume dell'anime comic, raffigurante Hunter a bordo di Shadow

In Italia sono stati pubblicati tre anime comic distribuiti da Star Comics a cadenza mensile dal 28 ottobre al 22 dicembre 2008. Gli albi si basano sui primi tre episodi dell'anime.
| Nº | Titolo italiano        | Data di prima pubblicazione | Data di prima pubblicazione |
| Nº | Titolo italiano        | Italiano                    |                             |
| 1  | Il Mondo Interno       | 28 ottobre 2008             |                             |
| 2  | Non arrenderti mai     | 26 novembre 2008            |                             |
| 3  | Primi passi ad Arachna | 22 dicembre 2008            |                             |

### Videogiochi
Tribal Nova ha prodotto un gioco online tie-in basato sulla serie e reso disponibile sul sito ufficiale.
Il 29 luglio 2006 il sito giapponese Anime X ha pubblicato due videogiochi scaricabili per telefoni cellulari FOMA intitolati rispettivamente Spider Catcher (スパイダーキャッチャー?, Supaidā Kyatchā) e Oracle Daifugo (オラクル大富豪?, Orakuru Daifūgō) e basati sulla serie. Un terzo titolo, Jumping Spider (ジャンピングスパイダー?, Janpingu Supaidā), è stato reso disponibile il 9 agosto 2006.

## Accoglienza
Publishers Weekly trattò il primo romanzo Shards of the Oracle e sostenne che il libro era dominato da scene d'azione rumorose e frenetiche, piene di armi e tecnologie elaborate. Questi elementi tendevano a soffocare alcuni dei temi potenzialmente più profondi, come ad esempio Hunter che doveva lottare contro la sua fobia per i ragni, ma come i videogiochi o i film, la storia funzionava bene come pura evasione.
Jason Van Horn di IGN recensì l'episodio 15 dell'anime, Lo Spider fantasma, e affermò che l'animazione era davvero nitida e i personaggi come Corona erano stati progettati bene. Tuttavia criticò la fluidità delle animazioni ma nel complesso si rivelava una serie piuttosto bella. Fatta eccezione per le scene in cui sono coinvolti gli Invectid, che hanno dei toni più cupi, tutto il resto era pieno di colori brillanti che sbucavano vivaci fuori dallo schermo. I maggiori problemi che riscontrò furono il doppiaggio inglese e i dialoghi. Il primo in particolar modo soffriva per via della scarsa recitazione e dalla mancanza di espressività quando i doppiatori interpretavano i propri personaggi. In conclusione sostenne che non era rimasto molto impressionato da ciò che aveva visto e che non si rivelava all'altezza dei cartoni del sabato mattina, ma poteva comunque piacere ai bambini.
Common Sense Media ha assegnato all'anime tre stelle su cinque e, pur non commentando ulteriormente la sua qualità, ha affermato che nonostante la serie si concentri su una guerra in corso tra gli Spider Rider e gli insetti mutanti malvagi chiamati Invectid, il tutto si svolge in modo spensierato. I guerrieri adolescenti mostravano un comportamento positivo assumendosi l'enorme responsabilità di difendere la loro terra lavorando insieme mentre gli antagonisti non sono minacciosi e in alcune occasioni si rivelano addirittura comici.